# أبو الفرج الشيرازي
أَبُو الْفَرَجِ عَبْدُ الْوَاحِدِ بْنُ مُحَمَّدِ بْنِ عَلِيِّ بْنِ أَحْمَدَ بْنِ إِبْرَاهِيمَ بْنِ يَعِيْشَ بْنِ عَبْدِ الْعَزِيزِ بْنِ سَعِيدِ بْنِ عُبَادَةَ الْأَنْصَارِيُّ السَّعْدِيُّ الْعُبَادِيُّ الْخَزْرَجِيُّ الشِّيرَازِيُّ الْحَرَّانِيُّ الدِّمَشْقِيُّ (غير معروف – 28 ذي الحجَّة 486هـ / غير معروف – 1093م) هو شيخ الشام في وقته، حنبلي. يعود نسبه إلـى الصحابي سعد بن عبادة.
أصله من شيراز. درس في بغداد، وسكن بيت المقدس واستقر في دمشق، فنشر بها مذهب الإمام ابن حنبل. توفي بدمشق. من آثاره: «المنتخب» في الفقه، و«المبهج» و«الإيضاح» و«التبصرة» في أصول الدين.
قال الذهبي: «الإمام القدوة، شيخ الإسلام أبو الفرج عبد الواحد بن محمد بن  علي بن أحمد الأنصاري، الشيرازي الأصل، الحراني المولد، الدمشقي المقر، الفقيه الحنبلي الواعظ، وكان يعرف في العراق بالمقدسي، من كبار أئمة الإسلام».
وهو والد عبد الوهاب بن أبي الفرج الحنبلي الدمشقي، واقف المدرسة الحنبلية التي وراء جامع دمشق بحذاء الرواحية المتوفى سنة نيف وأربعين وخمسمائة.

## حياته العلمية
سمع من أبي الحسن بن السمسار، وأبي عثمان الصابوني، وعبد الرزاق بن الفضل الكلاعي وغيرهم بدمشق بعد الثلاثين وأربعمائة، وانتقل إلى بغداد، فلازم القاضي أبا يعلى بن الفراء، وتفقه به. قال أبو الحسين بن الفراء في طبقات الحنابلة: «صحب والدي من سنة نيف وأربعين وأربعمائة، وتردد إليه سنين عديدة ونسخ واستنسخ مصنفاته، وسافر إلى الرحبة والشام، وحصل له الأتباع والغلمان». أخذ العلم عن القاضي أبي يعلى في بغداد، ثم رحل إلى بيت المقدس؛ فنشر المذهب في القدس وما حوله، ثم انتقل إلى دمشق فانتشر فيها المذهب، وتخرج به الأصحاب وكان مـن بركته: آل قدامة.
وكان الملك تتش بن ألب أرسلان يتغالى في حب الشيخ أبي الفرج، ويحضر مجلسه، فعقد له ولخصومه في مسألة القرآن مجلسا، فقال تتش: هذا مثل ما يقول، هذا قباء حقيقة ليس هو بحرير، ولا قطن، ولا كتان، ولا صوف". وكانت له كرامات ظاهرة، ووقعات مع الأشاعرة، وظهر عليهم بالحجة في مجلس السلاطين بالشام. وكان الملك تتش بن ألب أرسلان يعظمه؛ لأنه تم له مكاشفة معه.
قال الموفق ابن قدامة المقدسي: «نكلنا في بركات الشيخ أبي الفرج ... لما قدم الشيخ أبو الفـرج إلى بلادنا من أرض بيت المقدس تسامع الناس به؛ فزاروه من أقطار تلك البلاد؛ فقال جدي قدامة لأخيه: تعال نمشي إلى زيارة هذا الشيخ لعله يدعو لنا؛ فزاراه، فتقدم إليه قدامة فقال له: يا سيدي ادع لي أن يرزقني الله حفظ القرآن؛ فدعا له بذلك، وأخوه لم يسأله شيئاً فبقي على حالـه، وحفـظ قدامة القرآن وانتشر الخير منهم ببركات دعوة الشيخ أبي الفتح».
ثم جاء من بعده ولده شرف الإسلام عبد الوهاب الذي وقف المدرسة الحنبلية الشريفة في دمشق وراء الجامع الأموي، وقد توالى على المشيخة فيها كثير من ذرية الشيخ أبي الفرج وعلى رأسـهم حفيده عبد الرحمن الملقب بناصح الدين (المتوفى سنة 634 هـ)، وشارك الناصح فـي فتح بيت المقدس مع صلاح الدين الأيوبي وكان يستفتيه في كثير من المسائل، وانتهـت إليـه رئاسة المذهب بعد وفاة الموفق ابن قدامة المقدسي سنة 620 هـ.
قال بكر أبو زيد: «هذا خبر مبدأ دخول المذهب الشام، ثم صار من ارتفاع شأنه بها مـا صـار، وكان من أتباعه البيوتات الكبار».

## وفاته
قال الذهبي: «توفي في ذي الحجة سنة ست وثمانين وأربعمائة».